# Stapleford (Wiltshire)
Stapleford is een civil parish in het Engelse graafschap Wiltshire. In 2001 telde het dorp 265 inwoners.